# قيطم لارجني
قيطم لارجني (الاسم العلمي: Xenopus largeni) هو نوع من الحيوانات يتبع جنس القيطم من الفصيلة الضفادع عديمة اللسان.